# Acropiesta seticornis
Acropiesta seticornis är en stekelart som först beskrevs av Jean-Jacques Kieffer 1910.  Acropiesta seticornis ingår i släktet Acropiesta, och familjen hyllhornsteklar. Arten är reproducerande i Sverige.